# Junichi Masuda
Junichi Masuda (増田 順一, Masuda Jun'ichi; Yokohama, 12 de janeiro de 1968) é um compositor de jogos eletrônicos, diretor, designer, produtor e programador japonês, mais conhecido pelo seu trabalho na franquia Pokémon. Masuda trabalha na Game Freak desde 1989, sendo membro do conselho administrativo da empresa.
Sua música foi inspirada da obra celebres compositores modernos como Dmitri Shostakovich, apesar de ter apontando a série Super Mario como exemplo de uma composição modelo para um jogo eletrônico

## Biografia
Masuda nasceu em 12 de janeiro de 1968 em Yokohama, Kanagawa, Japão. Quando era criança, costumava passar as férias com sua família em Kyūshū, onde muitos dos seus parentes ainda vivem. Ele costumava passar seu tempo caçando peixes e insetos, uma brincadeira que mais tarde influenciou no seu design de videogame. Masuda modelou a região de Hoenn da série Pokémon se baseando em Kyūshū, numa tentativa de recuperar suas memórias de verão. No colegial, Masuda tocava trombone; logo descobriu a música clássica e se atraiu pelas obras como Le Sacre du Printemps e Symphony No. 5 de Shostakovich.
Masuda frequentou a Japan Electronics College, uma escola técnica em Shinjuku, onde estudou computação gráfica e a linguagem de programação C usando um DEC Professional.
Sua filha Kiri nasceu em setembro de 2002; uma personagem dos jogos Ruby e Sapphire foi nomeada em homenagem a ela.

## Ludografia
- Mendel Palace (1989) — Compositor
- Yoshi (1991)  — Compositor
- Magical Taruruuto-Kun (Mega Drive) (1992)  — Compositor
- Mario & Wario (1993)  — Compositor
- Pulseman (1994)  — Compositor
- Pokémon Red e Blue (1996)  — Compositor, programador
- Bushi Seiryuden (1997)  — Compositor
- Pokémon Yellow (1998)  — Compositor
- Pokémon Stadium (1999)  — Conselheiro
- Pokémon Gold e Silver (1999)  — Diretor assistente, compositor, projetista, coordenador americano
- Pokémon Crystal (2000)  — Compositor
- Pokémon Ruby e Sapphire (2002) — Diretor, compositor, projetista
- Pokémon FireRed e LeafGreen (2004) — Diretor, compositor, projetista
- Drill Dozer (2005) — Producer
- Pokémon Diamond e Pearl (2006) — Diretor, compositor
- Pokémon HeartGold e SoulSilver (2009) — Produtor, compositor
- Pokémon Black e White (2010) — Diretor, produtor, compositor
- Pokémon Black e White 2 (2012) — Produtor
- HarmoKnight (2012) — Produtor geral
- Pokémon X e Y (2013) — Diretor, produtor, compositor
- Pokémon Omega Ruby e Alpha Sapphire (2014)